# Le Kef
Pour les articles homonymes, voir Kef.
Le Kef (arabe : الكاف  [ɪl'kɛːf]) est une ville du Nord-Ouest de la Tunisie et le chef-lieu du gouvernorat du même nom.
Située au nord-ouest du pays, à 175 kilomètres à l'ouest de Tunis et à une quarantaine de kilomètres à l'est de la frontière tuniso-algérienne, elle compte 54 690 habitants en 2014.
Le saint patron du Kef est Sidi Bou Makhlouf qui a donné son nom à un mausolée de la ville.

## Étymologie
Connue tout d'abord sous le nom de Sicca à l'époque carthaginoise puis Sicca Veneria à l'avénement de la domination romaine, la ville a ensuite porté divers noms tout au long de son histoire : Colonia Julia Cirta, Cirta Nova, Sikka Beneria, Chaqbanariya et enfin Le Kef dès le XVIe siècle. De nombreuses ruines romaines sont toujours présentes au Kef, pour indiquer la richesse historique de cette ville.

## Géographie
Grande ville la plus élevée de Tunisie, à 627 mètres d'altitude, sa superficie urbanisée atteint 2 500 hectares dont 45 sont situés à l'intérieur des anciens remparts de la médina.

### Situation
Le territoire de la ville du Kef est délimité par Nebeur au nord, Touiref au nord-ouest, Dahmani, Tajerouine et Le Sers au sud, Sakiet Sidi Youssef à l'ouest et le gouvernorat de Siliana à l'est.
| Touiref             | Nebeur  |         |
| Sakiet Sidi Youssef | Le Kef  | Siliana |
| Tajerouine          | Dahmani | Le Sers |

### Administration
La municipalité du Kef est répartie sur le territoire de deux délégations, Kef Est et Kef Ouest, qui correspondent aux deux arrondissements municipaux. Elle est aussi le chef-lieu du gouvernorat du Kef, divisé en onze délégations, douze municipalités, neuf conseils ruraux et 87 imadas.

### Climat
| Mois                              | jan.  | fév.  | mars | avril | mai   | juin  | jui.  | août  | sep.  | oct.  | nov.  | déc.  | année  |
| --------------------------------- | ----- | ----- | ---- | ----- | ----- | ----- | ----- | ----- | ----- | ----- | ----- | ----- | ------ |
| Température minimale moyenne (°C) | 2,8   | 2,9   | 4,8  | 7,1   | 11,2  | 15,3  | 17,9  | 18,3  | 16    | 12,1  | 7,1   | 4     | 9,96   |
| Température maximale moyenne (°C) | 13,1  | 14,4  | 17,5 | 20,7  | 26,6  | 31,9  | 35,4  | 35,3  | 30,1  | 25,2  | 18,5  | 14,3  | 23,58  |
| Ensoleillement (h)                | 163,6 | 171,9 | 216  | 224,9 | 276,6 | 307,8 | 348,5 | 305,7 | 240,9 | 216,9 | 174,9 | 151,2 | 250,51 |
| Précipitations (mm)               | 57,9  | 38,6  | 46,8 | 48,2  | 43,2  | 24,6  | 7,5   | 17,1  | 39    | 35,8  | 43,2  | 52,1  | 454    |

| Diagramme climatique                                  |             |             |             |              |              |             |              |          |              |             |           |
| J                                                     | F           | M           | A           | M            | J            | J           | A            | S        | O            | N           | D         |
| 13,12,857,9                                           | 14,42,938,6 | 17,54,846,8 | 20,77,148,2 | 26,611,243,2 | 31,915,324,6 | 35,417,97,5 | 35,318,317,1 | 30,11639 | 25,212,135,8 | 18,57,143,2 | 14,3452,1 |
| Moyennes : • Temp. maxi et mini °C • Précipitation mm |             |             |             |              |              |             |              |          |              |             |           |

## Histoire
Anciennement appelée Colonia Iulia Veneria Cirta Nova Sicca, elle fait l'objet de discussions entre historiens en tant que localisation potentielle de la capitale de la Numidie évoquée par Salluste dans son Bellum Jugurthinum,,,,,,,, l'autre hypothèse étant la ville de Constantine en Algérie. Cette controverse est connue sous le nom de problème de Cirta.
En 688, la ville connaît un premier raid des armées arabes.
En 1600, un premier fort est construit pour abriter à partir de 1637 une garnison permanente (oujaq) ; le dispositif est complété par des remparts fortifiés édifiés par Ali Ier Pacha vers 1739-1740. Ceci n'empêche toutefois pas la prise et le pillage de la cité par les Algériens en 1756, ni l'occupation militaire française à partir de 1881. Par le décret beylical du 8 juillet 1884, Le Kef est érigé en municipalité, l'une des premières du pays.
En 1973, la ville accueille un sommet entre les présidents tunisien Habib Bourguiba et algérien Houari Boumédiène ; ce dernier propose la constitution d'une union tuniso-algérienne que Bourguiba décline en mettant en avant le développement de la coopération économique entre les deux pays.

Le Kef au XIXe siècle
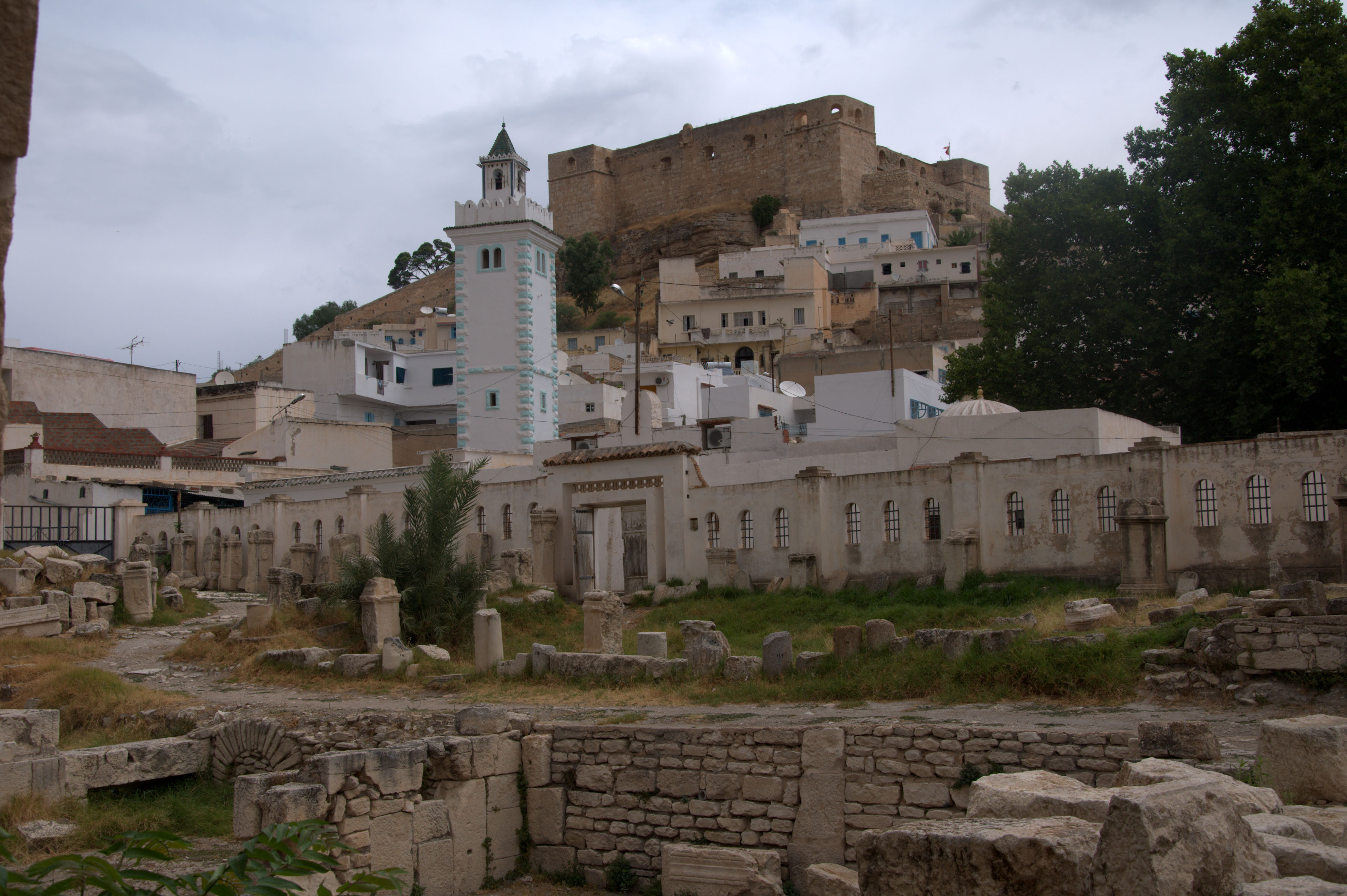
Ruines de bains romains au pied de la kasbah.
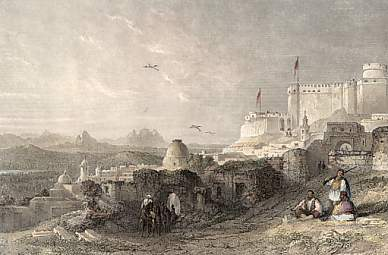
Gravure montrant Le Kef vers 1841.
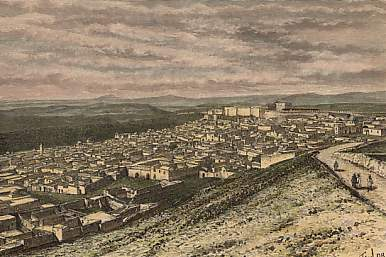
Autre gravure montrant la ville vers 1886.
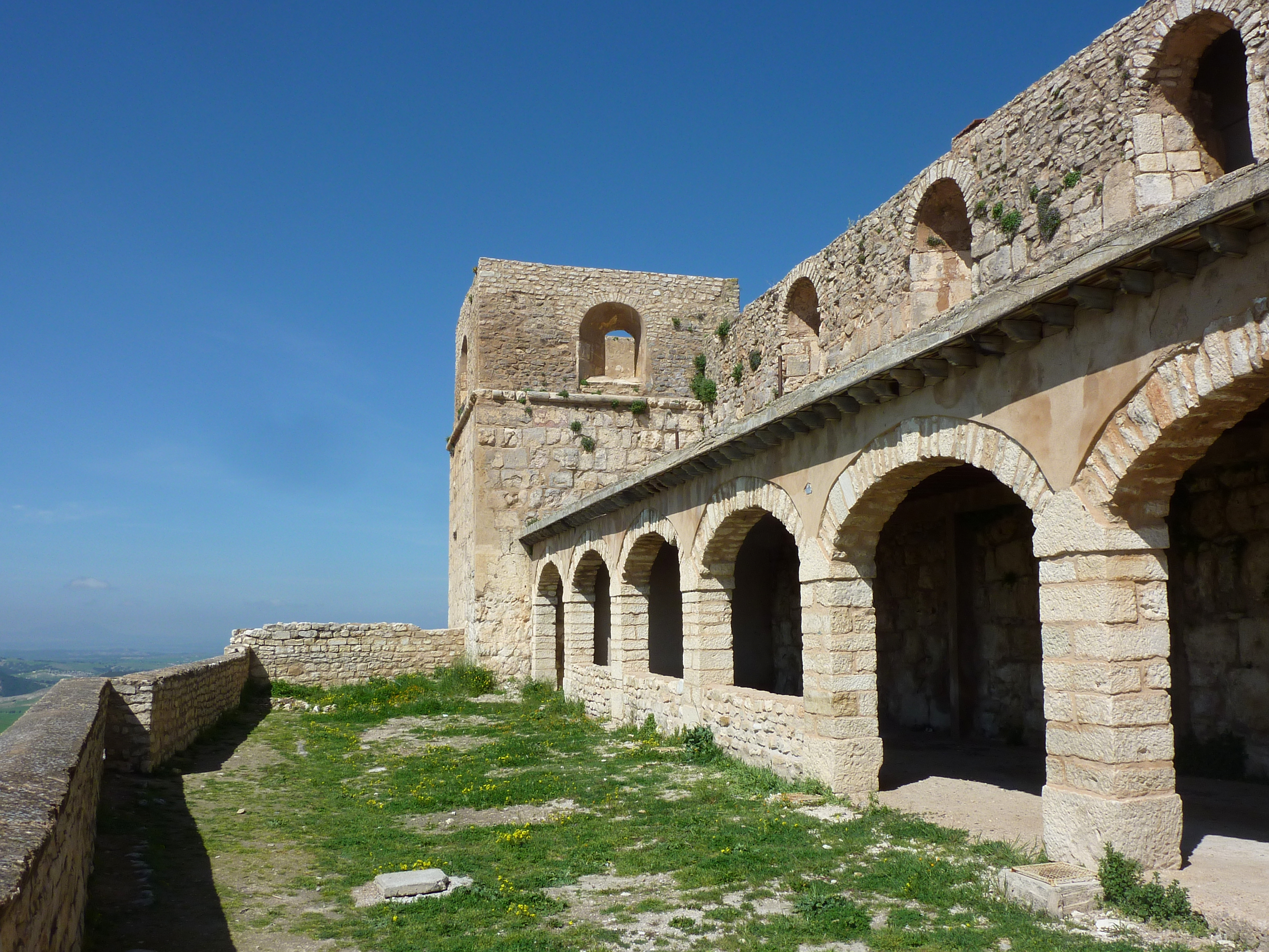
Fort du Kef (XVIIe-XVIIIe s.).

## Démographie

### Évolution
| 1867  | 1881  | 1911  | 1923  | 1936  | 1946   |
| ----- | ----- | ----- | ----- | ----- | ------ |
| 3 000 | 3 500 | 5 112 | 7 000 | 8 855 | 11 246 |

| 1956   | 1966   | 1975   | 1984   | 1994   | 2004   |
| ------ | ------ | ------ | ------ | ------ | ------ |
| 14 743 | 23 000 | 27 939 | 34 159 | 42 449 | 45 191 |

| 2006   | 2014   | - | - | - | - |
| ------ | ------ | - | - | - | - |
| 41 580 | 54 690 | - | - | - | - |

### Pyramide des âges
| Hommes | Classe d’âge | Femmes |
| ------ | ------------ | ------ |
| 13,12  | 60 et +      | 13,75  |
| 12,71  | 50-59        | 12,91  |
| 14,11  | 40-49        | 15,01  |
| 13,6   | 30-39        | 14,87  |
| 16,43  | 20-29        | 15,27  |
| 8,21   | 15-19        | 7,63   |
| 7,21   | 10-14        | 6,6    |
| 6,98   | 5-9          | 6,92   |
| 7,81   | 0-4          | 7,07   |

## Édifices religieux

### Islam

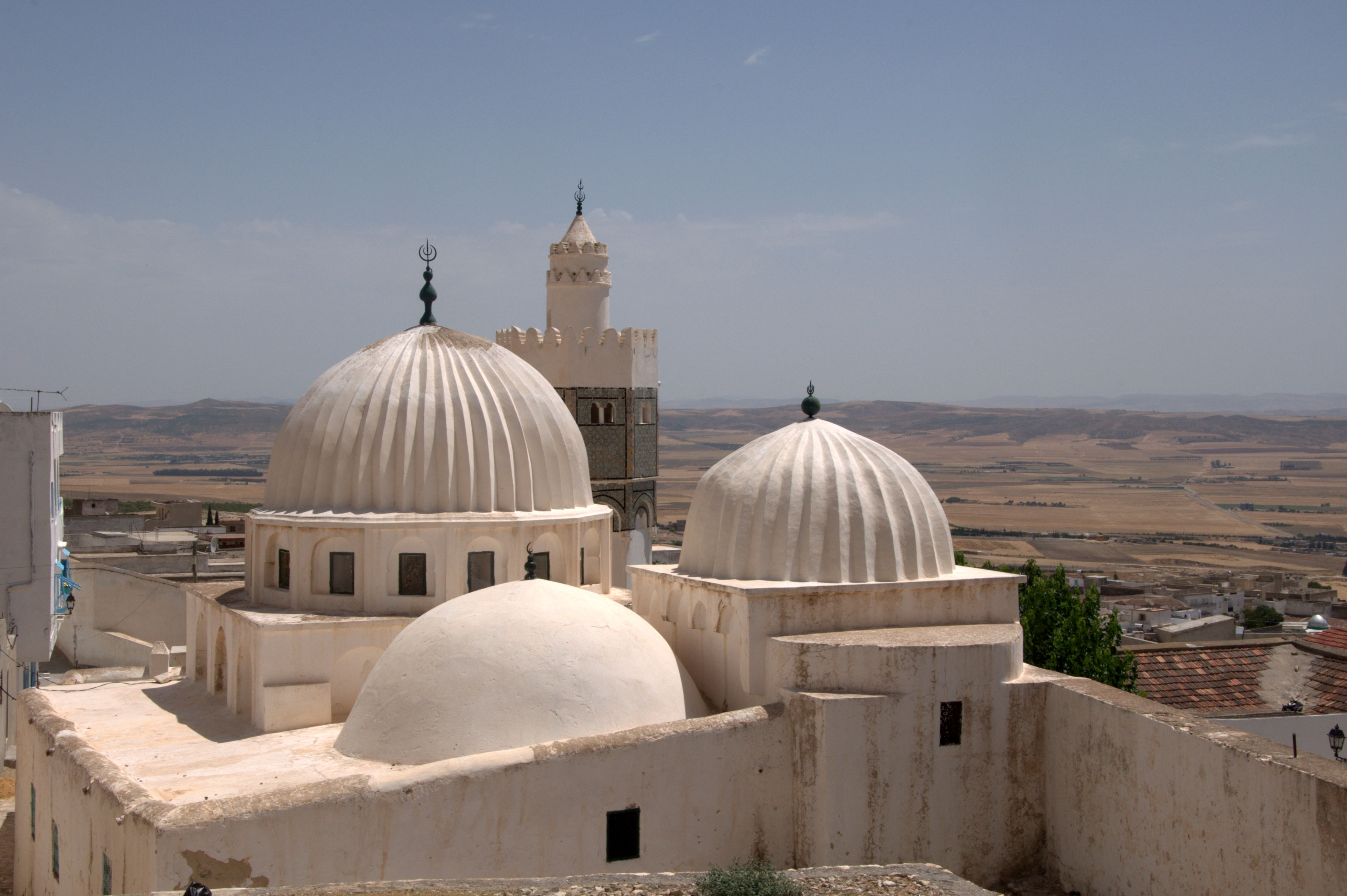
Coupoles du mausolée Sidi Bou Makhlouf.

Le Kef abrite un certain nombre d'édifices religieux musulmans, du fait de son rôle comme centre d'un important mouvement soufi. Symbole de ce courant, le mausolée Sidi Bou Makhlouf abrite le tombeau du fondateur de la confrérie des Aïssawa en Tunisie, Sidi Bou Makhlouf. La mosquée El Qadriya est aussi un autre édifice d'importance.
La mosquée Jama el Kébir, dédiée à Sidna Aïssa, construite au VIIIe siècle sur le site d'une basilique du IVe siècle, sert de cadre au Festival Bou Makhlouf.
La ville abrite le mausolée d'Ali Turki, le père d'Hussein Ier Bey, fondateur de la dynastie qui règne sur la Tunisie entre 1705 et 1957.

### Judaïsme
Héritage de l'ancienne communauté juive locale, la synagogue de la Ghriba fait l'objet d'une grande vénération pour les Juifs de la région qui s'y rendaient en pèlerinage chaque année dans la semaine marquée par la fête de Souccot.

### Catholicisme
Par ailleurs, les vestiges, assez bien conservés, d'une basilique romaine à trois nefs datant du début du Ve siècle appelée Dar El Kous, dédiée à saint Pierre, ont été retrouvés,.

## Culture

### Musées
Le musée des Arts et Traditions populaires du Kef, abrité par un mausolée édifié au XVIIIe siècle, présente des collections retraçant les habitudes et coutumes sociales ayant cours avant l'indépendance du pays.

### Musique
La ville du Kef est connue pour son patrimoine culturel riche et se distingue notamment dans la musique et les chants populaires. C'est dans ce contexte que le Festival Bou Makhlouf est organisé chaque année, au mois de juillet, et le Festival Saliha, une fois tous les deux ans ; ce dernier tire son nom de la chanteuse Saliha originaire de la région.

### Fêtes
La fête de Mayou, appelée aussi fête du borzgane, remet au goût du jour le traditionnel couscous keffois. Seule la ville continue de perpétuer cette tradition dans le respect d'un rituel millénaire.

### Arts du spectacle
Siège du Centre national des arts dramatiques et scéniques du Kef, la cité organise aussi le festival « 24 heures de théâtre non-stop ».

### Médias
Radio Le Kef, la radio régionale fondée le 7 novembre 1991, couvre le nord-ouest du pays.

### Enseignement
(novembre 2015).
- Écoles et instituts :
  - Institut supérieur des études appliquées en humanités du Kef
  - Institut supérieur de musique et de théâtre du Kef
  - Institut supérieur de l'informatique du Kef
- Facultés :
  - Institut supérieur de l'éducation physique du Kef
  - École supérieure d'agriculture du Kef
  - Institut supérieur des sciences infirmières du Kef

### Gastronomie
La gastronomie du Kef se différencie par deux préparations spécifiques à la région. D'une part, un pain typique de la région, le mjamaa ou khobz el aid, se prépare en période de fête, surmonté d'un œuf et décoré avec de la pâte. D'autre part, le borzgane (bourzguène) est un type de couscous légèrement sucré car agrémenté en alternance de couches de fruits secs, de dattes et de viande d'agneau.

## Politique

### Conseil municipal

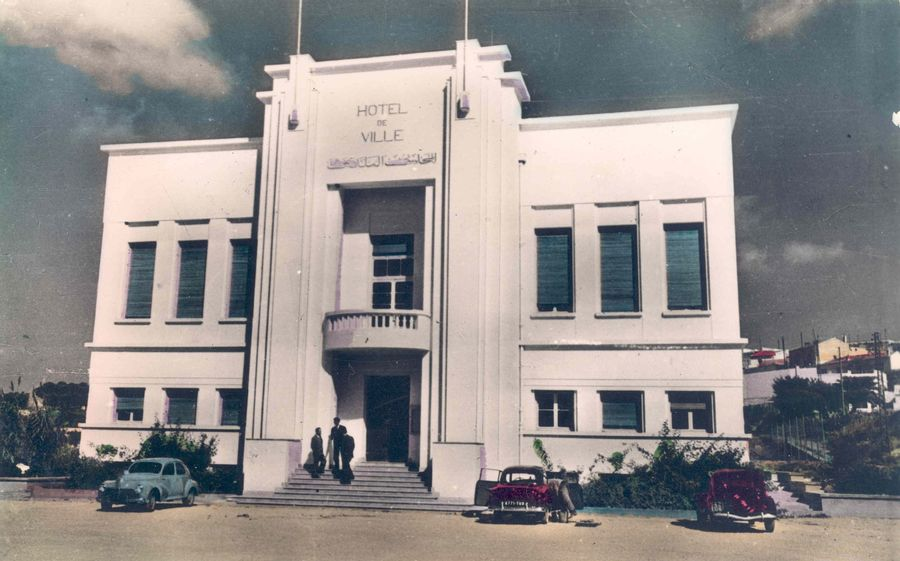
Hôtel de ville du Kef.

Le Conseil municipal se compose de 22 membres dont un président, un vice-président, un président d'arrondissement, six adjoints et treize conseillers. Le 8 avril 2011, une délégation spéciale remplace temporairement le Conseil municipal à la suite de la révolution tunisienne.

### Élections municipales de 2018
| Ville  | Ennahdha | Nidaa Tounes | Courant démocrate | Front populaire | Autres partis | Listes indépendantes | Total | Maire élu     |
| ------ | -------- | ------------ | ----------------- | --------------- | ------------- | -------------------- | ----- | ------------- |
| Ville  |          |              |                   |                 |               |                      | Total | Maire élu     |
| Le Kef | 5        | 9            | 0                 | 4               | 1             | 11                   | 30    | Omar Ghidaoui |

## Transports

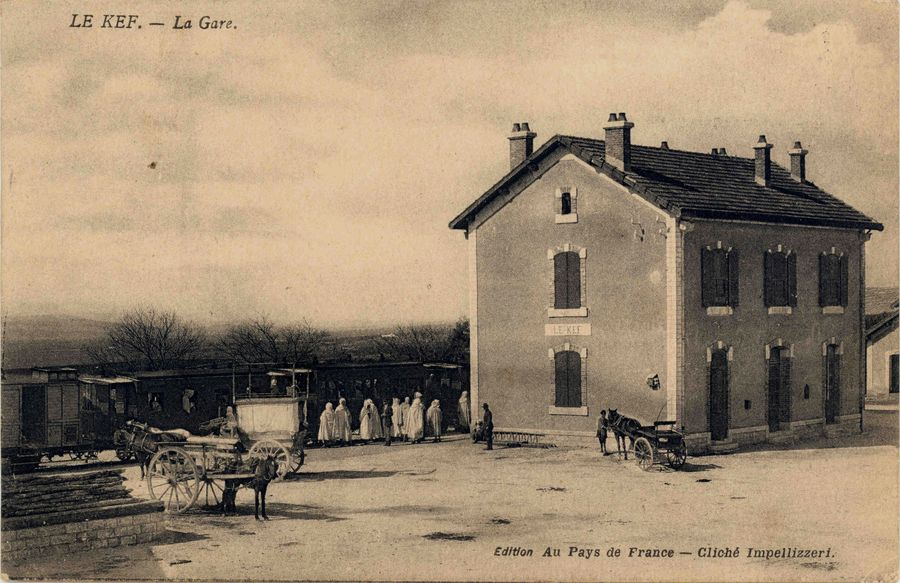
Gare du Kef sur une carte postale.

La Société régionale de transport du Kef est la seule société offrant un service de transport en commun par autobus. La ville est reliée aux villes environnantes par un réseau de taxis appelés « louages » et à la capitale Tunis via une ligne de chemin de fer régionale passant par Dahmani.

## Sport
Sur le plan sportif, l'Olympique du Kef, club de football de la ville fondé en 1922, évolue durant la saison 2012-2013 en Ligue I, marquant ainsi la cinquième ascension de l'histoire du club. L'Institut supérieur du sport et de l'éducation physique du Kef évolue quant à lui dans le championnat de Tunisie féminin de football alors que l'Avenir sportif keffois de Barnoussa évolue en première division du championnat amateur (Ligue du Nord-Ouest).

## Relations internationales
- Bourg-en-Bresse (France) depuis 1993, scellé officiellement en 1999 et 2000 avec la signature d'un protocole d'échange et d'amitié[25]